# Lípa ve Stráži
Lípa ve Stráži je památný strom lípa velkolistá (Tilia platyphyllos) ve Stráži nad Ohří v okrese Karlovy Vary v Karlovarském kraji. Roste v centru obce v proluce před budovou čp. 6, vlevo od hlavní komunikace z Ostrova do Klášterce nad Ohří, nad levým břehem Ohře.
Lípa má nízký, válcovitý dutý kmen s velkou dutinou, ve které je vidět silný adventivní kořen. Obvod kmene měří 470 cm, hustá sekundární koruna dosahuje do výšky 12 m (měření 2014).
Kvůli elektrickému vedení je koruna pravidelně seřezávána. Stáří stromu bylo v roce 2006 odhadováno na 250 let.
Lípa je chráněna od roku 2006 jako esteticky zajímavý strom, významný stářím a vzrůstem.

## Stromy v okolí
- Pekelský buk
- Buk u Stráže
- Slavibojův břek
- Lípa v Srní
- Hrzínská lípa